# Goes fisheri
Goes fisheri är en skalbaggsart som beskrevs av Dillon 1941. Goes fisheri ingår i släktet Goes och familjen långhorningar. Inga underarter finns listade i Catalogue of Life.